# Nazionale femminile di pallamano dell'Argentina
La nazionale di pallamano femminile dell'Argentina rappresenta l'Argentina nelle competizioni internazionali e la sua attività è gestita dalla 	Confederación Argentina de Handball. La rappresentativa ha vinto nel 2009 il campionato continentale, a cui partecipa dal 1986.

## Palmarès

### Campionati panamericani
- 2009
- 2003, 2005, 2007, 2011, 2013, 2017
- 1999, 2015

### Giochi panamericani

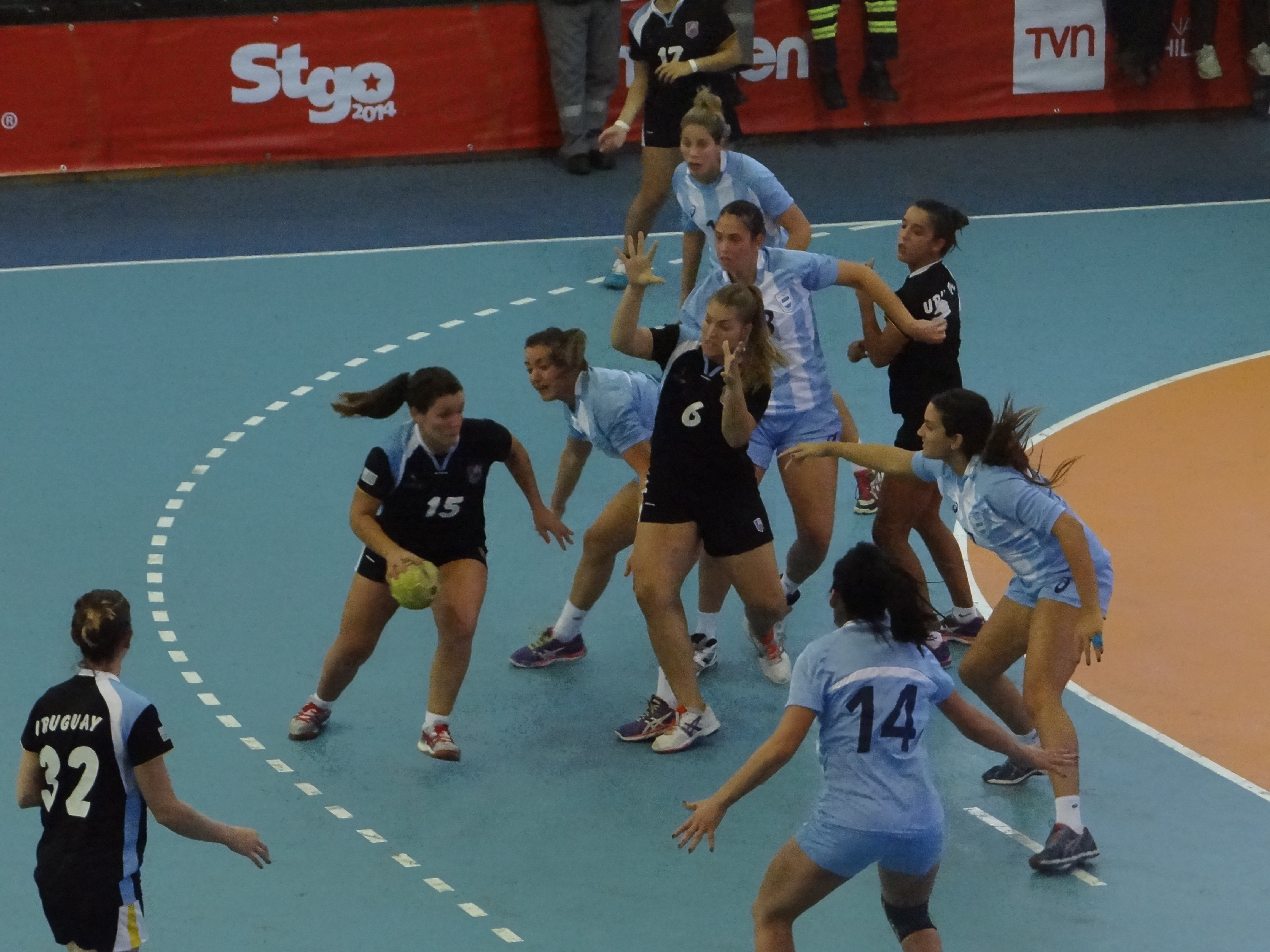
Partita contro l'Uruguay nel 2014

- 1987: 5º posto
- 1995: 5º posto
- 1995: 6º posto
- 2003:  2º posto
- 2007:  3º posto
- 2011:  2º posto
- 2015:  2º posto